# Magny-les-Hameaux
 Magny-les-Hameaux  es una comuna y población de Francia, en la región de Isla de Francia, departamento de Yvelines, en el distrito de Rambouillet y cantón de Chevreuse.
Está integrada en la Communauté d'agglomération de Saint-Quentin-en-Yvelines.

## Demografía
Su población en el censo de 1999 era de 8.769 habitantes. Forma parte de la aglomeración urbana de París.
| 466 | 754 | 1,021 | 1,228 | 2,902 | 7,035 | 7,800 | 8,769 |
| Para los censos de 1962 a 1999 la población legal corresponde a la población sin duplicidades (Fuente: INSEE [Consultar]) |     |       |       |       |       |       |       |